# Kara jezici
Kara jezici, jedna od četiri jezične skupine što čine širu skupinu Bongo-Bagirmi i preko nje centralnosudanske jezike, velika nilsko-saharska porodica. Dva predstavnika govora su iz Centralnoafričke Republike, to su gula [kcm] i yulu [yul], i jedan iz Demokratske republikr Kongo, furu [fuu]. Njima govori nekolkiko desetaka tisuća ljudi. 
Jezik gula govori se i u Sudanu, a naziva se i sudanski kara.

## Vanjske poveznice
- Ethnologue (14th)
- Ethnologue (15th)